# Hrabstwo Cotton

Piramida wieku mieszkańców hrabstwa

Cotton – hrabstwo w stanie Oklahoma w USA. Założone w 1912 roku. Populacja liczy 6614 mieszkańców (stan według spisu z 2000 roku).
Powierzchnia hrabstwa to 1663 km² (w tym 14 km² stanowią wody). Gęstość zaludnienia wynosi 4 osób/km².

## Miasta
- Devol
- Randlett
- Temple
- Walters